# Konstantínos Kargiótis
Konstantínos Kargiótis (grec moderne : Κωνσταντίνος Καργιώτης), né le 19 novembre 1987 à Athènes, est un joueur de squash représentant la Grèce. Il est champion de Grèce à quatre reprises entre 2017 et 2022.

## Biographie
Konstantinos Kargiotis n'a joué qu'occasionnellement sur le PSA World Tour. Avec l'équipe nationale grecque, il participe à plusieurs reprises aux championnats d'Europe par équipes. Il représente la Grèce lors des championnats d'Europe 2008, où il est éliminé au premier tour. Il devient champion de Grèce en 2017, 2019, 2021 et 2022.

## Palmarès

### Titres
- Championnats de Grèce : 4 titres (2017, 2019, 2021, 2022)